# Centre-Ouest
Centre-Ouest ist eine von 13 administrativen Regionen des westafrikanischen Staates Burkina Faso. Hauptstadt ist Koudougou. Die im Süden des Landes liegende Region umfasst die Provinzen Boulkiemdé, Sanguié, Sissili und Ziro.
Im Jahr 2021 leben in der Region 1.730.263 Menschen, davon 931.096 (53,8 %) Frauen. Die Bevölkerung in der Region betrug 8,1 % der Gesamtbevölkerung des Landes (2019). Die Kindersterblichkeit 2019 betrug 56 pro Tausend. Die Alphabetisierungsrate lag 2018 mit 31,7 % etwas unter dem Landesdurchschnitt von 34,7 %. Dafür lag die Bedarfsdeckung mit Getreide in der Region bei 117 % (Landesdurchschnitt 93 %), wichtigste Anbauprodukte sind Sorghumhirse (253.000 Tonnen) und Mais (124.000 Tonnen).